# Бобовець
Бо́бовець (болг. Бобовец) — село в Добрицькій області Болгарії. Входить до складу общини Балчик.

## Населення
За даними перепису населення 2011 року у селі проживала 91 особа.
Національний склад населення села:
| Національність   | Кількість осіб | Відсоток |
| ---------------- | -------------- | -------- |
| турки            | 23             | 25,3%    |
| цигани           | 22             | 24,2%    |
| болгари          | 5              | 5,5%     |
| інша             | 8              | 8,8%     |
| не визначились   | 33             | 36,3%    |
| Всього відповіли | 91             |          |

Розподіл населення за віком у 2011 році:
Динаміка населення: